# Louis Wirth
Louis Wirth (* 28. August 1897 in Gemünden im Hunsrück; † 3. Mai 1952 in Buffalo, New York) war ein US-amerikanischer Soziologe (Chicagoer Schule) deutsch-jüdischer Abstammung. Er war 37. Präsident der American Sociological Association und erster Präsident der International Sociological Association.

## Leben
Nach der etwa ein Jahr älteren Schwester Flora (verheiratete Joseph, * 21. August 1896 – 27. September 1952 in Des Moines (Iowa)) wurde Louis Wirth 1897 als zweites Kind einer jüdischen Familie geboren, die seit Generationen im Hunsrück ansässig war. Sein jüngerer Bruder ist der später ebenfalls in den USA ausgebildete Kulturwissenschaftler Otto Wirth (1905–1991). Weitere Geschwister waren:
- Fred (Fritz, † 6. Februar 1976, vermutlich in Chicago). Er war verheiratet mit Esther Wirth, geborene Rimsky.
- Else (* 3. April 1899 – † 19	Mai 1982, verheiratete Bendix).
- Julius (* um 1902 in Gemünden), letzter Wohnort vor der Einreise in die USA: Brüssel. Er kam am 10. Mai 1938 im Alter von 36 Jahren mit der S.S. Nieuw Amsterdam von Rotterdam aus in Ellis Island an.
- Richard (* um 1901 in Gemünden). Seine Frau hieß Hedwig (* um 1904 in Gemünden).[2]

Der Vater, Joseph Wirth (* 18. Dezember 1866 in Gemünden - † in Chicago), war ein toleranter, politisch interessierter Pferdehändler, Mutter Rosalie Lorig (* 4. Januar 1867 in Butzweiler – † 1948 in Chicago) entstammte ebenfalls einer Händlerfamilie. Gemünden hatte um 1900 ungefähr 900 Einwohner und eine lange jüdische Tradition, die zumindest bis ins 13. Jahrhundert zurückreichte. Der Anteil von knapp zwanzig Prozent Juden an der Bevölkerung und die Synagoge im Ort brachten Gemünden in der Umgebung den Beinamen „Klein-Jerusalem“ ein. Nach der Machtergreifung der Nazis emigrierte die gesamte Familie Wirth, soweit sie noch in Deutschland lebte, gegen den lang aufrechterhaltenen Widerstand des Vaters auf Drängen von Louis in die USA.
In der Reichspogromnacht am 9. November 1938 wurde die Synagoge in Gemünden niedergebrannt.
Louis Wirth war bereits im Alter von 14 Jahren, nach Abschluss der Volksschule im Jahr 1911, mit seiner älteren Schwester zu einem Onkel nach Omaha/Nebraska verschickt worden. Dort absolvierte er die Highschool und verließ 1914 im Alter von 17 Jahren Omaha, um an der im Jahre 1892 eröffneten University of Chicago als Stipendiat zunächst Medizin zu studieren. Er wechselte jedoch bald an das 1892 unter Albion W. Small eingerichtete, weltweit erste, Institut für Soziologie und Anthropologie.
Hier begegnete er Robert E. Park, der seit dem Sommer 1914 auf einen Vorschlag von William I. Thomas zunächst Vorlesungen zum Thema „The Negro in America“ gehalten hatte und kurz darauf eine Berufung an das „Department of Sociology“ der Universität erhielt. Im Kontakt mit Robert E. Park, Ernest W. Burgess, William I. Thomas und Albion W. Small entdeckte Wirth sein wissenschaftliches Interesse für die Formen der sozialen Organisation und der Lebensweise moderner, städtischer Gesellschaften.
1919 verließ Wirth zunächst mit einem Bachelor die Universität und nahm eine Arbeit bei den „Jewish Charities of Chicago“ an, wo er als „Director of the Delinquent Boys' Division“ tätig wurde. In seiner Arbeit als „caseworker“ bei den „Jewish Charities“ setzte Wirth die Arbeit von William I. Thomas und Florian Znaniecki fort, die in ihrer Untersuchung: „The Polish Peasant in Europe and America“ vor allem nach der Kultur und Lebensweise der polnischen Bauern in den Herkunftsländern fragten. Wirth konzentrierte sich hingegen mehr auf die Lebensweisen der polnisch/jüdischen Einwanderer und ihrer Zukunft in Amerika.
In seiner 1925 eingereichten „Master of Arts“-Abschlussarbeit „Cultural Conflicts in the Immigrant Family“ formuliert Wirth seine Erfahrungen aus der Praxis als „caseworker“. In dem Konflikt zwischen ethnisch-religiösen Traditionen und den Anforderungen einer rationalen, modernen Gesellschaft, so seine Diagnose, erleiden die Individuen moralische und normative Desintegration, die insbesondere bei Jugendlichen zu Kriminalität und Fehlverhalten führt.
Nach 1925 unterrichtete Wirth am Soziologie-Department und blieb bis 1928 als „Instructor“ ohne feste Anstellung tätig. Seine Promotion zum Ph.D. erfolgte bereits 1926. 1928 führte eine Berufung ihn in die Südstaaten an die Tulane University in New Orleans. Hier verbrachte er zusammen mit seiner Frau Mary Bolton, die aus einer baptistischen Familie stammte und die er 1923 geheiratet hatte, und seiner Tochter Elizabeth die Jahre 1928 und 1929. 1930 erhielt Wirth ein „Traveling Fellowship“ vom „Social Science Research Council“ (SSRC), das ihn nach Deutschland zurückführte, wo er mit zahlreichen Sozialwissenschaftlern Kontakt aufnehmen konnte und auch Karl Mannheim begegnet ist.
Wirth kehrte im Januar 1931 als „Assistant Professor“ an die Universität von Chicago zurück, erhielt 1932 eine Anstellung als „Associate Professor“ und wurde 1940 zum Professor berufen. Dort lebte und lehrte Louis Wirth, bis er unerwartet am 3. Mai 1952 in Buffalo auf der „Conference on Community Living“ an Herzversagen verstarb.

## Wissenschaftliches Werk
Geprägt von seiner Kindheit im ländlichen Gemünden und den Erfahrungen in der Metropole Chicago, ausgestattet mit den wissenschaftlichen Konzepten der Soziologie der Chicagoer Schule und seinen Erfahrungen aus der Arbeit mit polnisch/jüdischen Einwanderern, gelangte Wirth zu der Einsicht, die er in seiner Doktorarbeit: „The Ghetto“ (1926) fundiert dargelegt hat, dass Integration und Assimilation nicht primär Prozesse einzelner Individuen sind, sondern dass es vielmehr die Werte und Normen der Kulturen sind, die in die aufnehmende Gesellschaft assimiliert und integriert werden müssen, weil jedes Individuum von seiner Kultur nachhaltig geprägt wird. Es ist daher eine Assimilation der Kulturen erforderlich und nicht primär die Assimilation einzelner Individuen.
In der Dissertation „The Ghetto“ untersuchte Wirth auch die Probleme segregierter Lebensweisen in urbanen Räumen. Wirths Arbeit hat nicht die historische Rekonstruktion des jüdischen Ghettos zum Gegenstand, sondern sie zielt auf die Verallgemeinerung typischer Prozesse der inneren Abschließung zu Mustern sozialer Organisation.
Wirth ist in der Soziologie vor allem als Schüler von Robert E. Park über seinen klassisch gewordenen Aufsatz „Urbanism as a Way of Life“ von 1938 (deutsch: „Urbanität als Lebensform“, 1974) und damit vor allem in der Stadtsoziologie präsent. Inhaltlich geht es in Wirths Werk aber anders als im Denken seines Mentors Park vielmehr um die theoretische Konzeption einer Soziologie der Moderne, die nach Möglichkeiten und Formen gesellschaftlicher Integration und sozialer Partizipation unter den Bedingungen dauerhaft heterogener, urbaner Lebensweisen in modernen Gesellschaften fragt. In seinen Beiträgen zu Chicago, der Stadt, in der er Jahrzehnte lebte und arbeitete, ging es ihm nicht um die Stadt an sich, sondern die Stadt war für Wirth das Forschungslabor der Moderne. Chicago stand dabei exemplarisch für die Städte und die Städte für die Moderne. Eine theoriegeleitete empirische Forschung musste, wenn über die moderne Gesellschaft nicht nur spekuliert werden sollte, einen Ort ausfindig machen, an dem man moderner Gesellschaft habhaft werden konnte.
Auf der Suche nach forschungsleitenden Ansätzen und adäquaten Theorien für die Erkenntnis und Gestaltung der modernen Gesellschaft hat Wirth sich sowohl mit den Erkenntnissen der US-amerikanischen Sozialwissenschaft und den Konzepten der Philosophie des Pragmatismus auseinandergesetzt als auch mit der deutschen Sozialwissenschaft, zu der er aufgrund seiner Herkunft und Muttersprache einen unmittelbaren Zugang hatte. In den Arbeiten deutscher Soziologen fand Wirth einige interessante Ansätze, aber keine Theorie im Sinne dessen, was er für nötig hielt oder sich unter soziologischer Theorie vorstellte.
Als bedeutsam für die Erkenntnis der Veränderung sozialer Lebensweisen durch die Urbanisierung hatte er Georg Simmels Arbeit: „Die Großstädte und das Geistesleben“ (1903) und Werner Sombarts: „Die Juden und das Wirtschaftsleben“ (1911) hervorgehoben. Simmel aber, so resümiert Wirth, habe niemals ein System entwickelt und die Soziologie Max Webers stelle ein unvollendetes Werk dar, das für die Soziologie als eigenständige Disziplin kaum von Gewinn sei.
Die beiden theoretischen Konzeptionen, die Wirths Soziologie entscheidend beeinflusst haben, viel stärker als die Soziologie von Simmel und Ferdinand Tönnies, wie es zumeist behauptet wird, waren die Philosophie des  Pragmatismus John Deweys und die Soziologie der frühen Chicagoer Schule.
Konfrontiert mit dem Skeptizismus des Deweyschen Pragmatismus und der Thomasschen Desorganisationstheorie einerseits sowie dem Optimismus der Parkschen Evolutionstheorie einer zielgerichteten Höherentwicklung andererseits, transformierte Wirth den Optimismus der jüdischen Konzeption und der Parkschen Teleologie mittels der handlungsbezogenen Perspektive des Pragmatismus in die Möglichkeiten freiheitlicher und willentlicher Gestaltung moderner Gesellschaften und urbaner Lebensweisen.
Den Übergang von den evolutionistisch-naturwissenschaftlichen Konzepten, wie sie Park vertreten hatte, zu einer Soziologie der Moderne wird in Wirths Transformation der Parkschen Humanökologie zur Wissenssoziologie nachvollziehbar, wie sie auch in Wirths Einleitung zu Karl Mannheims Arbeit „Ideologie und Utopie“ (1936) deutlich wird.
Kurz nach Parks Tod im Februar 1944 setzt Wirth sich 1945 in einer abschließenden, pointierte Abgrenzung explizit mit der Humanökologie Parks auseinander, in einer Arbeit, die den gleichen Titel trägt wie die 1936 von Park veröffentlichte Arbeit: „Human Ecology“. Inhaltlich an William I. Thomas, John Dewey und Karl Mannheim orientiert, lässt Wirth in dieser Abgrenzung von der Humanökologie nichts übrig. Für die Lebensweise der modernen Gesellschaft seien die sozial-kulturellen Bedingungen entscheidend. Die Wissenssoziologie gilt Wirth daher als die explizit soziologische Variante der Humanökologie in der modernen Gesellschaft.
Wirths Perspektive kann innerhalb der Sozialwissenschaften insbesondere deshalb als innovativ gelten, weil Wirth als einer der ersten Soziologen überhaupt die Dauerhaftigkeit kultureller Heterogenität und Pluralität moderner Gesellschaften anerkannt und sich unter dieser Voraussetzung der Untersuchung möglicher sozialer Integrationsformen zugewandt hat.
Wirth verbindet so den Anspruch Parks, gesellschaftliche Entwicklung im Rahmen gesetzmäßiger Entwicklungen zu beschreiben, mit der Offenheit und Gestaltbarkeit kontingenter Lebensverhältnisse in der Moderne, wie Dewey sie formuliert hat. Daraus bildet Wirth eine Konzeption, die die Gesetzmäßigkeit und Ordnung in modernen städtischen Gesellschaften in den Regelmäßigkeiten kultureller und sozialer Lebensweisen und dem dadurch geprägten kollektiven Handeln ausmacht.
Mit der Frage, wie in kulturell pluralen Gesellschaften, die aus einer Vielzahl heterogener Individuen bestehen, verbindliche Normen und Werte entstehen, wie ein partieller Konsens gebildet werden kann, der gemeinsame Handlungen ermöglicht, hat Louis Wirth sich zeitlebens befasst. Keine soziale Gruppe, so argumentierte Wirth, könne ohne einen minimalen Konsens auf Dauer existieren, weil die Übereinstimmung in zumindest einigen grundlegenden Werten und Normen eine Bedingung kollektiven Handelns sei. Eine Gesellschaft, die die Fähigkeit zur kollektiven Handlung verliere, verfalle daher dem Zustand sozialer Desorganisation.
Louis Wirth hat ein soziologisches Konzept entworfen, das die Muster sozialer Organisation und Integration der modernen, heterogenen Gesellschaft in den kommunikativen Prozessen diskursiver Konsensbildung verortet. Partizipation der Bürger in allen gesellschaftlichen Bereichen ist dabei für die notwendige Gestaltung der komplexen Lebenswelten in der Moderne erforderlich. Damit bildet umfassende Partizipation eine unverzichtbare soziale Grundlage der Demokratie.
Für Louis Wirth gründete die moderne Gesellschaft nicht in tradierten Bräuchen, sondern in der bewussten, reflexiven und permanenten Gestaltung auf der Basis gemeinsamer Normen, Werte und Ziele.
Ein Konsens über die zu erreichenden Ziele, so argumentiert Wirth, könne nur durch die unbedingte Kommunikation aller Beteiligten erfolgen. Verbindliche Werte und Normen bedürften für ihr Zustandekommen direkter Partizipation. Es ist die Partizipation an einer Tätigkeit, die Interesse, Standpunkt, Wert und Sinn erzeugt, nicht die Propagierung moralischer Normen und Werte. Für die Gestaltung der komplexen Struktur moderner Gesellschaft ist es allerdings, so Wirth, erforderlich, dass die Menschen nicht nur Freiheit haben, sondern auch die Verantwortung und Entscheidungskompetenz für alle sie betreffenden Angelegenheiten.
Inhaltlich war Wirths Denken wesentlich von John Dewey, einem Begründer der amerikanischen Philosophie des Pragmatismus und den Arbeiten von William I. Thomas, einem der bedeutendsten Mitglieder der Chicagoer Schule, geprägt. Das so genannte Thomas-Theorem war ein Ausgangspunkt seiner soziologischen Forschung. Wenn Menschen, so hatte Thomas formuliert, eine Situation als real definieren, ist sie real in ihren Konsequenzen.
Partizipation und Verantwortlichkeit für das Gemeinwesen waren für Wirth nicht nur eine rhetorische Formel, sondern praktische Verpflichtung auch für sein eigenes Engagement in der Gesellschaft. Neben seiner Professur, die er an der Universität von Chicago von 1940 bis zu seinem frühen, plötzlichen Tod im Mai 1952 innehatte, war er zeitweilig Präsident der amerikanischen und internationalen soziologischen Gesellschaft. Seiner sozialen Verpflichtung ist er insbesondere als Mitglied und Vorsitzender in zahllosen Organisationen und Komitees städtischer und regionaler Planung und in seiner Arbeit bei der UNESCO nachgekommen. Als Mitinitiator eines Radioprogramms der NBC war er bemüht, wissenschaftliche Erkenntnis einer breiten Öffentlichkeit zu vermitteln.
Wirth hat sich in innovativer Weise erstmals in der Tradition der Chicagoer Schule der Soziologie mit den Bedingungen sozialer Ordnung und gesellschaftlicher Integration in urbanen Zivilisationen beschäftigt und bereits in der Mitte des letzten Jahrhunderts eine Soziologie der Moderne entworfen.

## Schriften
- The Ghetto. Chicago 1928.
- Preface to „Ideology and Utopia“, by Karl Mannheim. In: E. Shils, L. Wirth (Hrsg.): Ideology and Utopia, by Karl Mannheim. New York 1936, S. XIII–XXXI
- Types of Nationalism. In: AJS. Vol. 41, no. 6, Mai 1936, S. 723–737.
- The Urban Mode of Life. In: New Horizons in Planning. Chicago 1937, S. 23–30.
- Urbanism As A Way of Life. In: AJS. 44, 1938, S. 1–24.
  - deutsch: Urbanität als Lebensform. In: U. Herlyn (Hrsg.): Stadt und Sozialstruktur. München 1974, S. 42–66.
- Social Interaction: The Problem of the Individual and the Group. In: AJS. Vol. 44, Mai 1939, S. 965–979.
- Ideological Aspects of Social Disorganization. In: American Sociological Review. Vol. 5, no. 4, 1940, S. 472–482.
- The Urban Society and Civilization. In: Louis Wirth (Hrsg.): Eleven Twenty Six: A Decade of Social Science Research. 1940, S. 51–63.
- Morale and Minority Groups. In: AJS. Vol. 47, no. 3, November 1941, S. 415–433.
- The Present Position of Minorities in the United States. In: Studies in Political Science and Sociology. Philadelphia 1941, S. 137–156.
- Race and Public Policy. In: Scientific Monthly. Vol. 58, April 1944, S. 302–312.
- Group Tension and Mass Democracy. In: American Scholar. Vol. 14, No. 2, 1945, S. 231–235.
- Human Ecology. In: AJS. Vol. 50, no. 6, Mai 1945, S. 483–488.
- The Problem of Minority Groups. In: Ralph Linton (Hrsg.): The Science of Man in the World Crisis. New York 1945, S. 347–372.
- A Sociologist Looks at the Community. In: Louis Wirth u. a. (Hrsg.): Community Planning for Peacetime Living. Stanford, Calif 1946, S. 3–89.
- American Sociology 1915–1947. In: AJS. Index to Volumes 1–52, 1895–1947. Chicago 1947, S. 273–281.
- Ideas and Ideals as Sources of Power in Modern World. In: L. Bryson u. a. (Hrsg.): Conflicts of Power in Modern Culture. NY 1947, S. 499–508.
- Consensus and Mass Communication. In: American Sociological Review. Vol. 13, no. 1, Februar 1948, S. 1–15.
- World Community. World Society, and World Government. In: Quincy Wright (Hrsg.): The World Community. Chicago 1948, S. 9–20.
- The Significance of Sociology. In: International Social Science Bulletin (UNESCO). Vol. 3, no. 2, Summer 1951, S. 197–202.

posthum – Sammelbände
- Elizabeth Wirth Marvick, Albert John Reiss (Hrsg.): Community Life and Social Policy. Chicago/London 1956.
- Albert John Reiss (Hrsg.): On Cities and Social Life. Chicago/London 1964.